# Nieuwenborgh

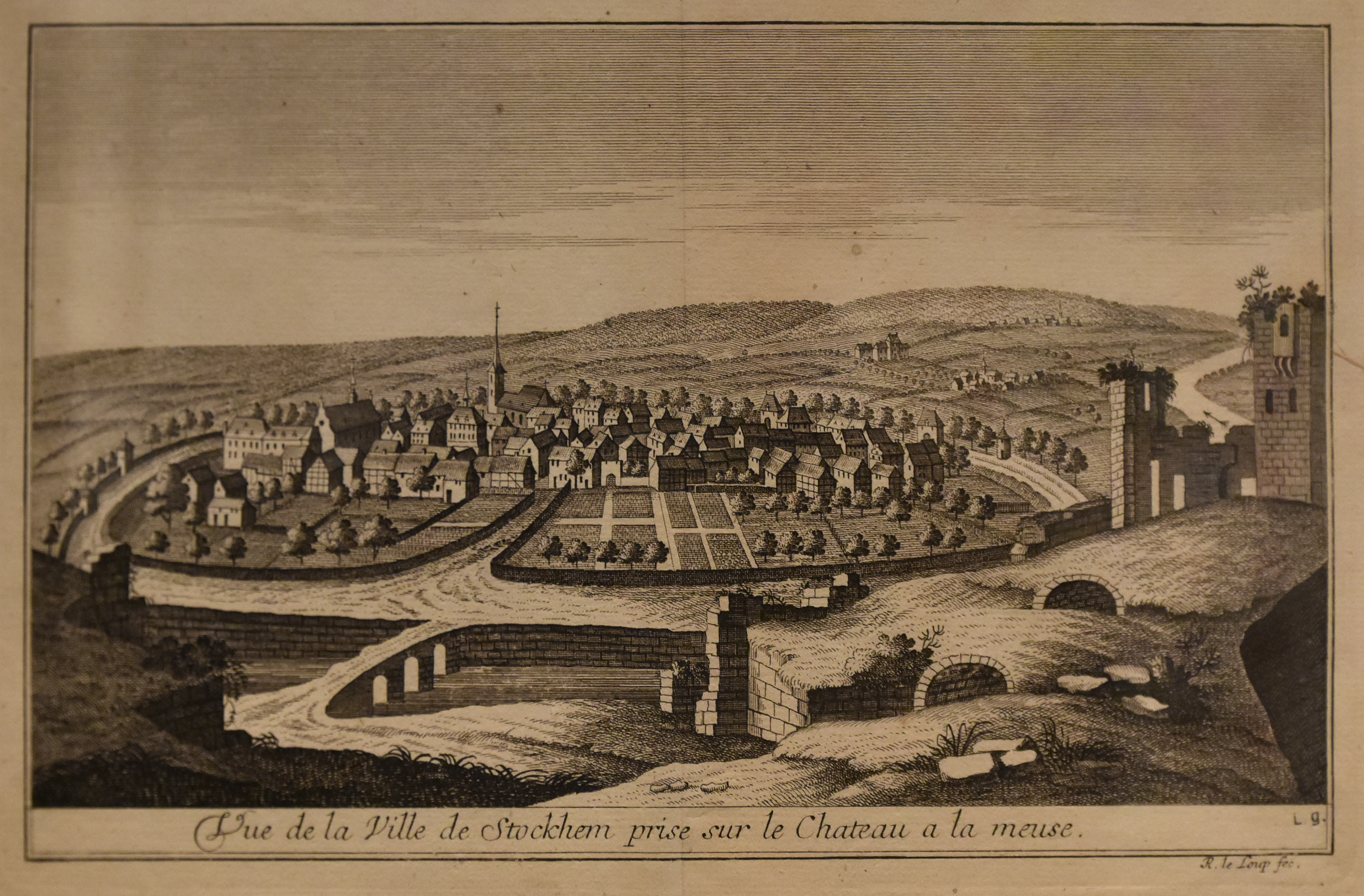
Stokkem in 1744 met de ruïnes van Nieuwenborgh op de voorgrond - kopergravure naar een tekening van Remacle Leloup

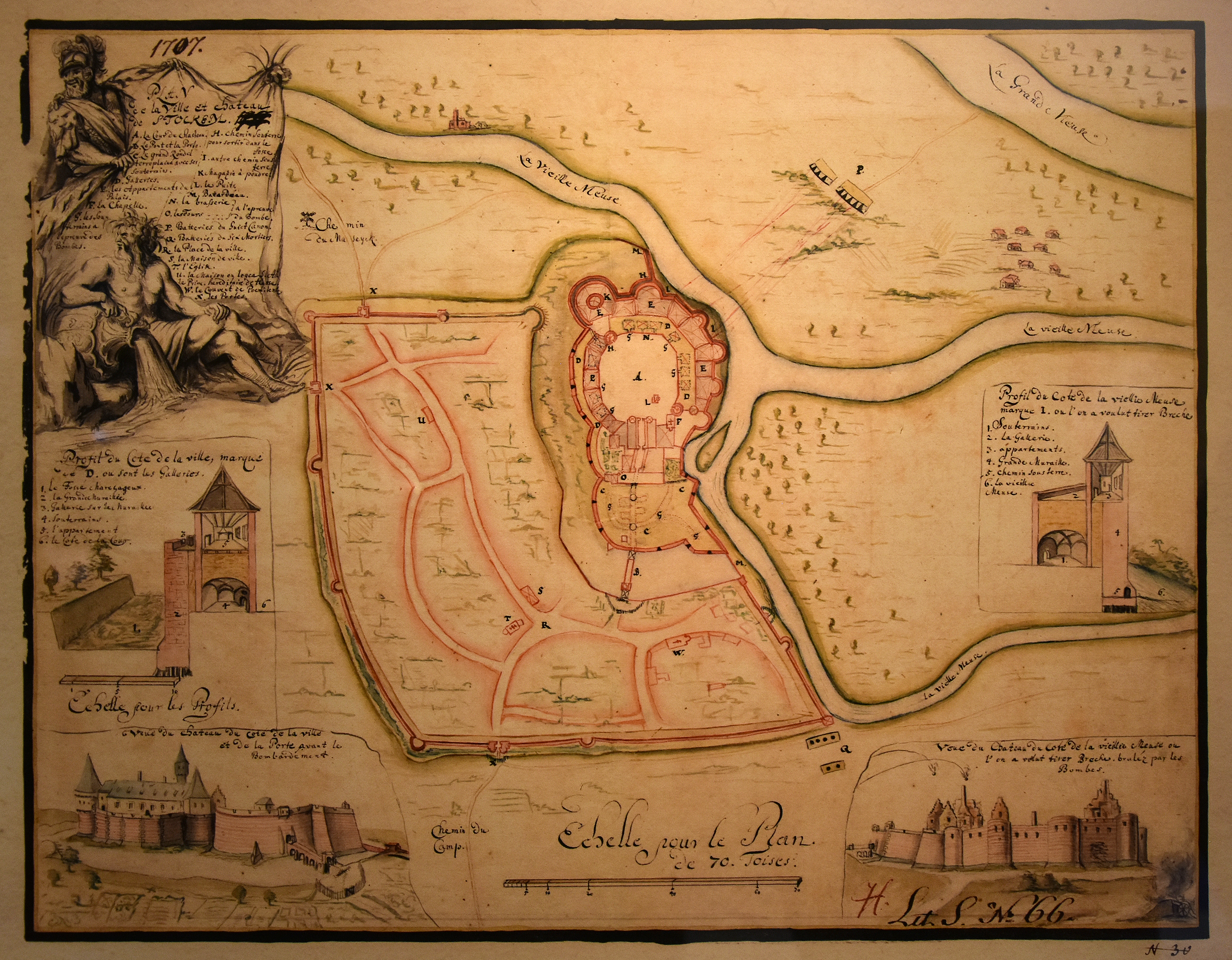
Het bombardement van Nieuwenborgh in 1702 en het kasteel voor en na de beschieting - zie ook de loop van de Oude en Grote Maas

Nieuwenborgh was een burcht in Stokkem, deelgemeente van Dilsen-Stokkem, ooit een belangrijke plaats in het graafschap Loon en later het prinsbisdom Luik.

## Historiek
Rond 1036 bouwden de graven van Loon langs de westelijke zijde van de toenmalige oever van de Maas Nieuwenborgh, een burcht die volgens en kroniek uit Luik van 1408 de sterkste was van het graafschap Loon.

### De middeleeuwen
Een oorkonde van 4 juni 1253 vermeldt dat Arnold IV van Loon deze burcht en zijn bijbehorend domein van Dilsen in leen kreeg van graaf Otto II van Gelre. Tot dan was Stokkem een allodium van Loon. 

castrum de Stochem, majus fortalicium totius comitatus Losensis

De graven moesten zich verdedigen tegen onder meer Gelre en het Gulik. 
In januari 1361 overleed de kinderloze en laatste Loonse graaf Dirk III van Loon-Heinsberg in deze burcht. Dit wijst erop dat de burcht lange tijd bewoond bleef. De erfpretendent van het graafschap Loon, Godfried van Dalembroek werd tijdens de Loonse Successieoorlogen door zijn leenheer, de Luikse prins-bisschop Engelbert III verslagen en Nieuwenborgh viel in 1363 na een beleg van vier weken. Medestanders van Godfried, Pieter en Jan Peenres werden vrijgelaten en stichtten te Opitter de kapel Onze-Lieve-Vrouw Troosteres der Bedrukten om haar voor hun behouden thuiskomst te bedanken.
In de strijd tussen de familie van der Marck en bisschop Johan van Horne werd de burcht in 1485 en 1486 belegerd tijdens de strijd tussen Robrecht van der Marck als wraak op de Hornes na de moord op zijn broer Willem I van der Marck Lumey te Maastricht. De Luikse prinsbisschop en Loonse graaf Everhard van der Marck liet in 1515 herstellingswerken uitvoeren en Nieuwenborgh was een tijdlang zijn verblijfplaats.

### Stokkem en Willem van Oranje
In de nacht van 5 op 6 oktober 1568 stak Willem van Oranje bij Obbicht de Maas over (zie Monument van de Overtocht). Voor de kasteelheer en de bevolking van Stokkem was hij niet welkom, aangemaand als ze waren door een vertegenwoordiger van de prins-bisschop van Luik. In Leut, van de protestantse heer Willem van Vlodrop, was hij wel welkom.

### De teloorgang
Franse troepen onder koning Lodewijk XIV namen in 1675 en 1678 tijdens de Hollandse Oorlog Nieuwenborgh in en verlieten het in 1679. Tijdens de Negenjarige Oorlog viel Stokkem in handen van Duitse troepen, die het kasteel ombouwden tot een versterkte vesting. In 1702, tijdens de Spaanse Successieoorlog, bezetten Franse troepen de burcht; de belegerende Hollandse troepen beschoten ze met ongeveer 200 granaten en ze werd zo zwaar vernield dat heropbouw niet meer mogelijk was. Alles wat restte blies men een paar dagen later op.
De gravure naar een tekening van Remacle Leloup (circa 1738) toont de burcht, ruïneus, maar nog goed herkenbaar (zie afbeelding). Het grootste deel van de ruïne brak men in 1784 af en men verkocht de materialen. Een deel ervan werd gebruikt voor de huizenbouw in Stokkem. Met de afbraak was men waarschijnlijk al vroeger begonnen gezien op de Ferrariskaart (1771-77) de burcht niet meer staat aangeduid.
Op het einde van de 19e eeuw bouwde F. Caïmo, arrondissementscommissaris te Tongeren, hier het kasteel Carolinaberg dat in 1979 werd gerestaureerd.